# 米沢藩

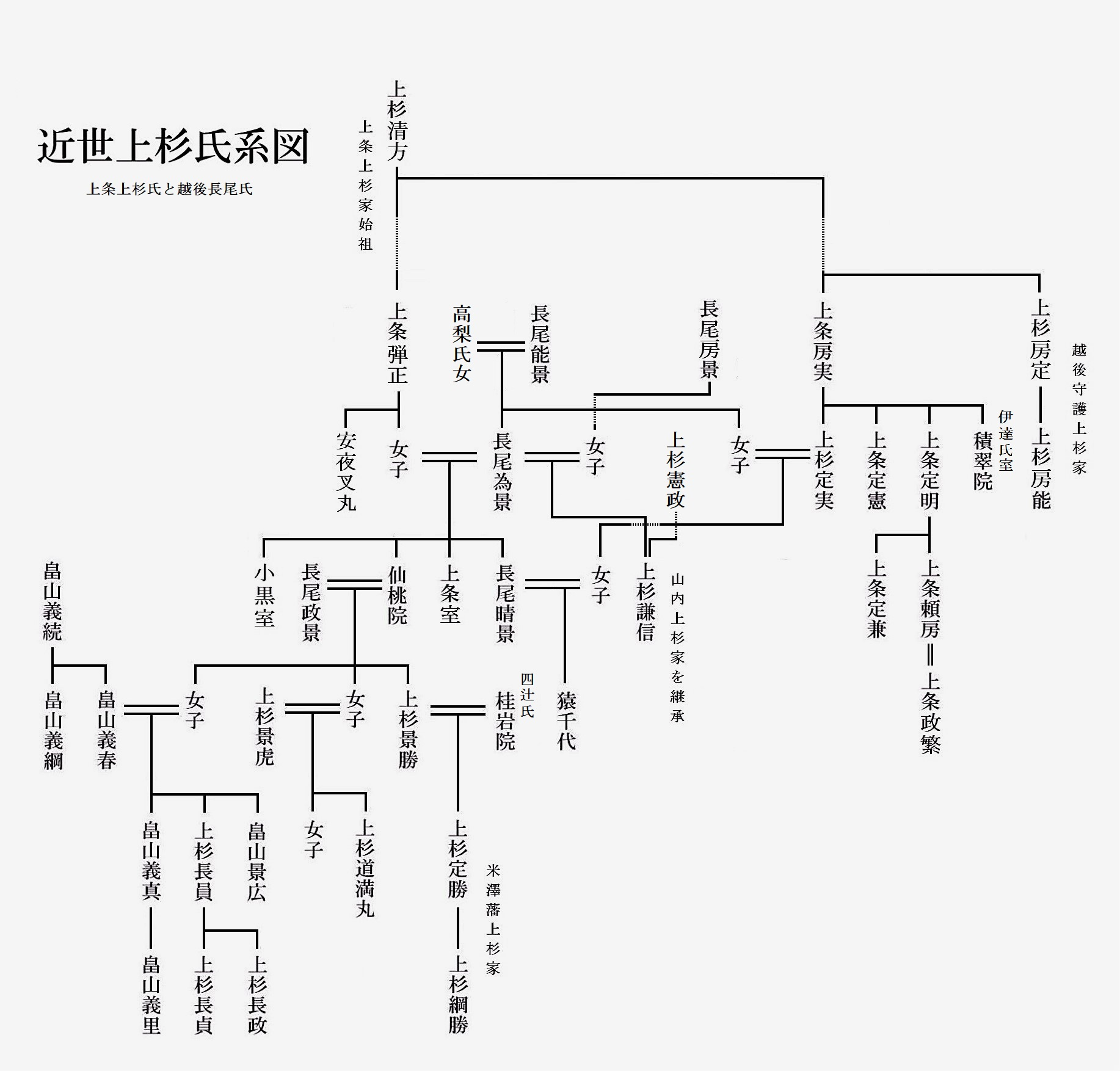
戦国時代から江戸時代初期にかけての上杉氏系図。米沢藩の初代藩主・上杉景勝から第3代藩主・上杉綱勝まで。

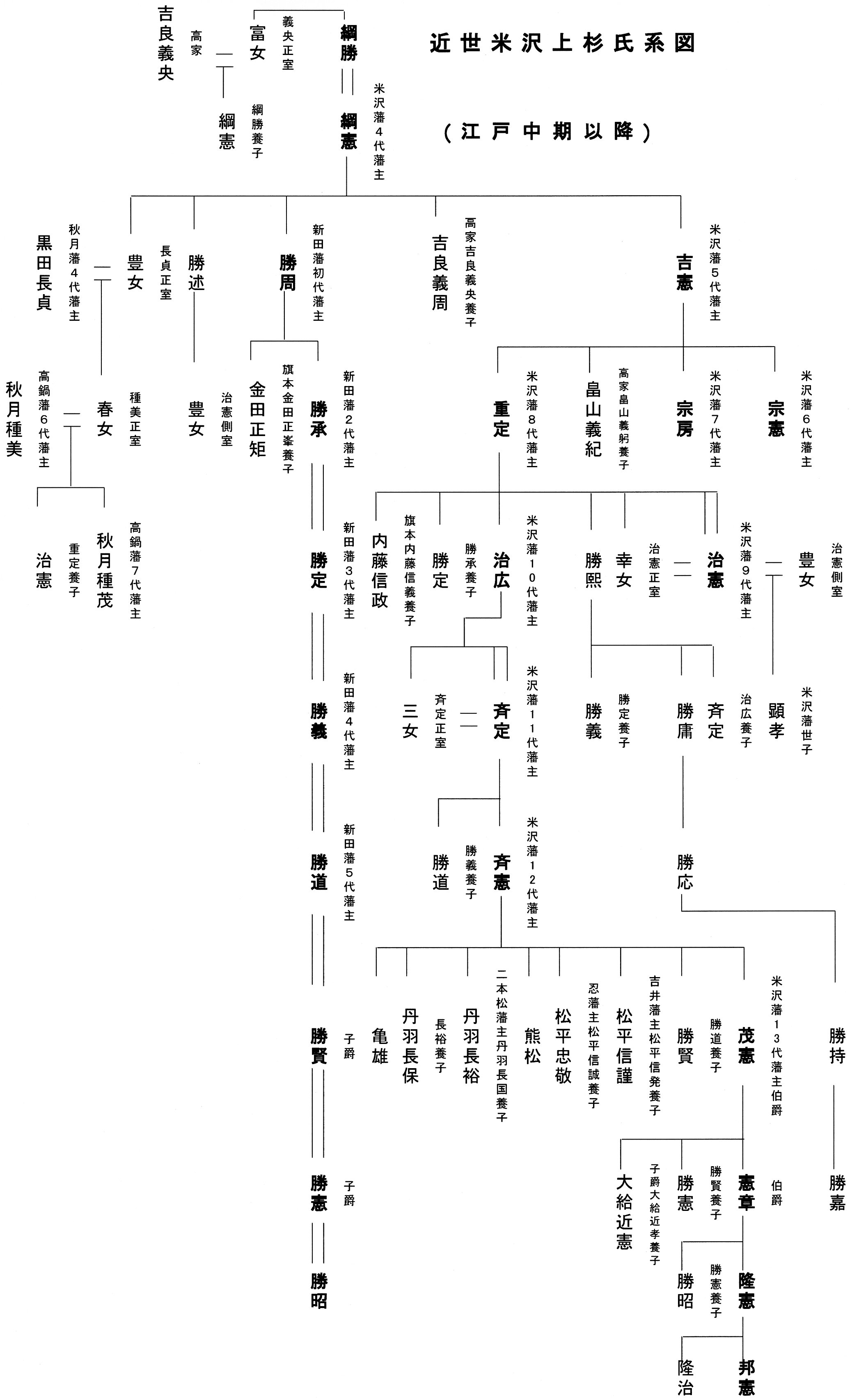
江戸時代中期から昭和時代までの上杉氏系図。4代藩主・上杉綱憲から現当主まで。

米沢藩（よねざわはん）は、出羽国（明治維新以降の羽前国）置賜郡（現在の山形県東南部置賜地方）を治めた藩。藩庁は米沢城（米沢市）。藩主は外様大名の上杉氏。石高は当初30万石で国主大名だったが、1664年に15万石に減封される。その後、幕末に加増されて18万7千石となるも戊辰戦争後に14万7千石に減封となり、支藩で有る米沢新田藩1万石を併合して廃藩置県を迎えた。

## 前史

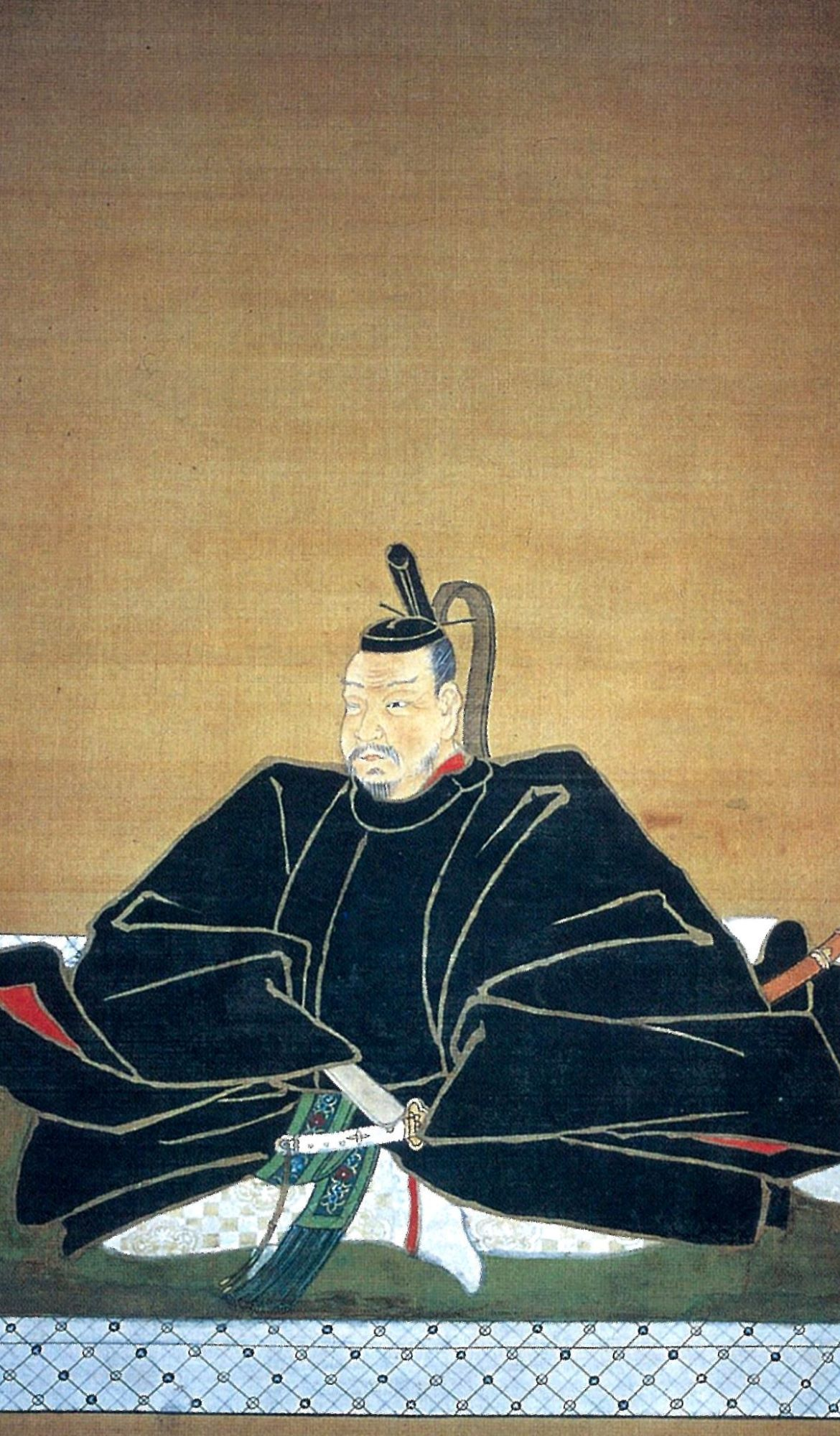
伊達政宗

米沢は戦国時代の天文17年（1548年）から伊達家の本拠地であった。当時の伊達家は第14代伊達稙宗と嫡子の晴宗による内紛（天文の乱）が起こっており、その内紛に勝利した晴宗は伊達家第15代となり米沢に本拠を移した。しかし晴宗と嫡子の輝宗も内紛を起こし、輝宗が勝利して第16代となるも、伊達家はそのために勢力拡大が大幅に遅れていた。
天正12年（1584年）10月、輝宗は隠居して嫡子の政宗が第17代当主となる。政宗は相馬家、二本松畠山家、蘆名家など奥州南部の諸氏を攻めて勢力を拡大。天正17年（1589年）6月に摺上原の戦いで蘆名家に大勝して同家を滅ぼし、以後政宗は蘆名家の本拠であった黒川城を本拠とした。さらに二階堂家、石川家や岩城家を滅ぼした政宗は奥羽66郡の内、およそ半ばを支配する奥羽の覇者となった。
しかし天正18年（1590年）の小田原征伐で政宗は6月に小田原に参陣して豊臣秀吉に臣従した。このため伊達家の存続は許されたが、秀吉の奥州仕置により会津郡・安積郡・岩瀬郡など3郡は秀吉の発令していた奥羽両国惣無事令違反であるとして没収され、政宗は再び本拠を米沢に移した。だが秀吉は奥州仕置に際して厳しい検地を命じたため、10月初旬に奥州仕置で改易された大崎家や葛西家の旧領で一揆を起こした。この一揆は会津の新領主となった蒲生氏郷と政宗によって鎮定されたが、一揆の扇動に政宗があり、また氏郷暗殺の謀略があったとして秀吉は天正19年（1591年）秋に政宗から故地米沢をはじめ、伊達郡や信夫郡などを没収して大崎・葛西の旧領を与えた。これにより伊達家の領地はさらに減少し、年貢収入に至っては従来の半分ほどになった。政宗は岩手沢城を新たな居城と定めて岩出山と改名した。
政宗が移封された後、伊達家の旧領は会津の領主であった蒲生氏郷の所領となり、氏郷は米沢に蒲生郷安を入れた。だが文禄4年（1595年）に氏郷が死去。嫡子の秀行が13歳で跡を継ぐ。しかし東北の鎮守として90万石もの所領を支配するのは容易ではなく、重臣間の諍いがあって18万石に減封された。
蒲生家に代わって会津に入封したのは越後春日山城主の上杉景勝であった。領地は蒲生旧領と出羽庄内に東蒲原・佐渡を加えた120万石であり、これは徳川家康や毛利輝元（輝元の朱印高は112万石）含む毛利一族（小早川秀包、安国寺恵瓊など、九州と四国に輝元とは別に領地をもつ）に次ぐ第3位の石高であった。景勝は家老直江兼続に30万石（一説には甘粕氏の刈田郡白石城を含め32万石）を与えて米沢に入れ、伊達政宗及び山形の最上義光に対する抑えとした。ただし直江自身の所領は6万石だったといわれ、直江は上杉家全体を執政する立場にあったことから米沢には城代を派遣し、自らは本拠の若松城で景勝を補佐した。
慶長3年（1598年）8月に秀吉が、慶長4年（1599年）閏3月に前田利家が死去すると、徳川家康の勢力は豊臣政権内において抜きん出た立場になり、家康は政宗をはじめとする諸大名との無断婚姻を繰り返した。家康に対抗しようと五奉行の石田三成は直江兼続に接近し、直江は景勝と慶長4年（1599年）8月に会津に帰国すると、領内の山道を開き、武具や浪人を集め、28の支城を整備するという軍備増強に出た。景勝・兼続主従は慶長5年（1600年）2月から若松城に代わる新たな城として、若松の北西およそ3キロの地点に位置する神指村に神指城の築城を開始した。しかしこの軍備増強は、越後の堀秀治や出羽の最上義光らにより家康に報告され、また上杉家中でも和平を唱える藤田信吉が出奔して江戸に落ち延びたため、家康は景勝に弁明を求める使者を出したが景勝は拒絶し、家康は諸大名を集めて会津征伐を開始した。
神指城築城は6月まで続けられたが、家康率いる討伐軍が江戸にまで来たため中止し、白河城の修築が急がれた。7月24日、下野小山で石田三成らの挙兵を知った家康は、次男の結城秀康や娘婿の蒲生秀行らを宇都宮城に牽制として残し、8月に西上を開始した。直江兼続は家康を追撃しようとしたが、上杉領の北に位置する最上義光や伊達政宗らの攻勢もあって追撃は断念した。一説に景勝は天下に上杉家の信を失い、恥辱を残すことを恐れて許さなかったとされている。直江兼続は矛先を出羽山形の最上義光に向け、9月3日に直江は米沢に帰城すると、大軍を最上領に差し向けた（慶長出羽合戦）。直江は現在の東村山郡山辺町畑谷にあった畑谷城を落としたが、長谷堂城で最上軍の猛烈な反撃を受けて攻勢は停滞、その間の9月15日、関ヶ原の戦いで石田三成の西軍は壊滅したため、家康ら東軍の圧勝に終わった。9月29日に景勝のもとに石田大敗の急報が入り、景勝は直江に総退却を命じた。この時、上杉軍と最上軍、及び最上を救援する伊達軍との間で熾烈な追撃戦が行われ、両軍合わせて3,000余の戦死者が出た。
景勝は家康と和睦するため、11月に重臣の本庄繁長を上洛させて謝罪させた。自らも慶長6年（1601年）8月8日に結城秀康に伴われて伏見城において家康に謝罪した結果、8月17日に家康は上杉家の存続を許したが会津など90万石を没収して出羽米沢30万石へ減封した。こうして上杉家の支配による幕藩体制下の米沢藩が成立した。

## 藩史

### 上杉景勝の時代

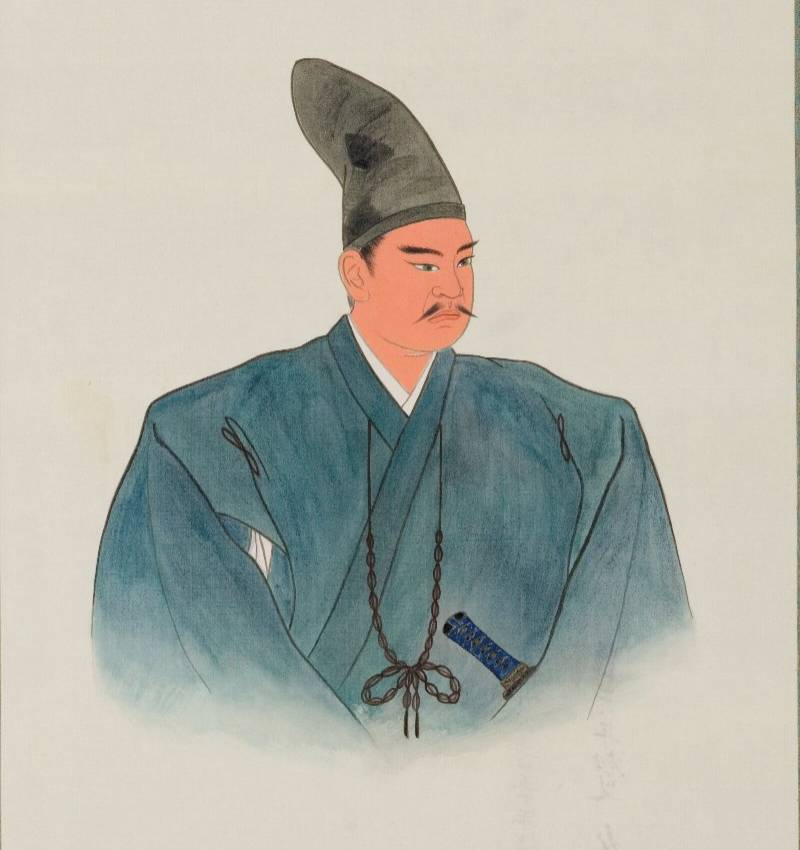
上杉景勝

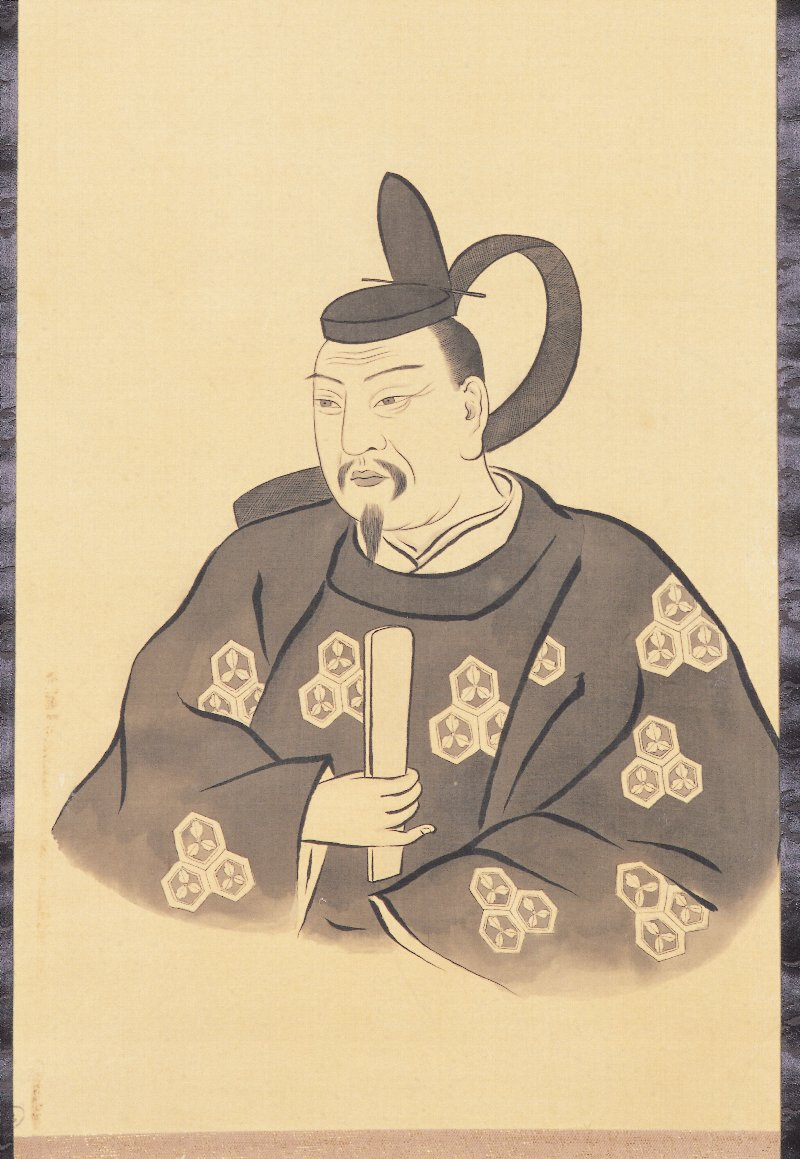
上杉家家老の直江兼続

上杉景勝が関ヶ原の戦いで出羽米沢に減移封されたため、直江兼続は米沢城を景勝に譲った。藩領は、上杉氏の旧会津領120万石のうち、出羽置賜郡（置賜地方）18万石と陸奥国伊達郡（現伊達市、伊達郡、福島市）および信夫郡（現福島県福島市）12万石からなっており、米沢からは峠を隔てた陸奥側の抑えとして福島城に重臣本庄氏を城代として置いた。
米沢は直江兼続の所領であったが、直江は上杉家全体の執政として若松城に詰めていたことが多かったため、内政はほとんど整っておらず、城下は蒲生家の時代に築かれた8町6小路の町人町と数百の侍町があるに過ぎない小さな城下町であった。この小さな城下町に会津に住んでいた家臣団や越後以来の寺社・職人などが大人数で移ってきたため、城下は大混乱した。直江は上・中級家臣は別として、下級家臣に対しては一軒に2、3世帯を共同で同居させてそれでも住居が無理なら掘っ立て小屋を建てたという。また屋敷割りから祖の上杉謙信の霊廟を築いたりした。
大坂の陣では徳川方についた。米沢の藩政の基礎を固めた直江兼続は元和5年（1619年）12月に、上杉景勝はその4年後に死去した。

### 男系断絶と所領の半減
景勝の死後、家督はただ1人の息子であった定勝が継承した。定勝時代の米沢藩は安定しており、事件は寛永17年（1640年）の数百戸を焼失した大火と寛永19年（1642年）の凶作くらいだったとされる。定勝は正保2年（1645年）に死去し、家督は嫡子の綱勝が継いだ。だが寛文4年（1664年）閏5月に綱勝は嫡子も養子も無いままに急死した。このため上杉家は無嗣断絶の危機に立たされたが、綱勝の正室の父に当たる会津藩主保科正之が奔走し、綱勝の妹富子と高家の吉良義央との間に生まれていた当時2歳の綱憲を末期養子とすることを訴えて幕閣に認められた。ただし所領に関しては、ペナルティとして信夫郡と伊達郡にあった12万石、屋代郷（現山形県高畠町）3万石が没収されて置賜郡内の15万石のみとされた。

### 綱憲から重定まで
綱憲は華奢な生活や吉良家への財政支援などにより藩財政を悪化させる。綱憲の時代の1702年（元禄15年）に赤穂藩浪士の吉良邸討ち入りがあった（元禄赤穂事件）。これにより綱憲の実父の吉良義央が討たれ、次男の義周は信濃諏訪藩に流罪となり同地で死去している。この事件を扱った作品群（忠臣蔵）では吉良家との関係から上杉家が登場してくることも多いが、事件当時すでに死去していた江戸家老千坂兵部が大石内蔵助と頭脳戦を展開したり、出兵しようとする綱憲を押しとどめたりと事実と異なる設定も多い（近年は事件時に生存していた江戸家老色部又四郎に差し替えられていることも多い）。討ち入りの際に出合って吉良家臣で最も奮戦したと伝わる山吉新八郎は元上杉家臣で義周に従って吉良家の家臣になっていた人物だった。綱憲は事件後の2年後に病気を理由に家督を長男の吉憲に譲って隠居した。
吉憲は在任18年で享保7年（1722年）に死去し、長男の宗憲が第6代を継ぐが、宗憲も享保19年（1734年）に死去し第7代を弟の宗房が継ぐが、これも延享3年（1746年）に死去と、病弱な藩主が相次ぎ短期間で入れ替わった。
第8代は宗房の弟の重定が継ぐ。重定は先代までのように病弱ではなかったが暗愚で、藩政を省みず遊興にふけって借財だけを増やした。このため、米沢藩の財政は危機的状況に陥り、重定は幕府へ領地を返上しようと真剣に考えるほどであった。
藩主が頻繁に入れ替わったため、藩政の実権は筆頭奉行の清野内膳が掌握したが、清野は宝暦6年（1756年）に辞職するまで藩政改革に手をつけず、何ら為すところが無かった。重定の時代には与板組の下級武士ながら寵愛されていた側近の森平右衛門利直が出世して実権を握った。森は租税の増収を図り、郷村の統制機構を整備して年貢の増徴を図ったが、一方で自らの親類を側近に取り立てたり人事や賞罰を独断して行うなど専横が強まり、藩政は腐敗したため、宝暦13年（1763年）2月に森は竹俣当綱により誅殺された。

### 上杉鷹山の時代

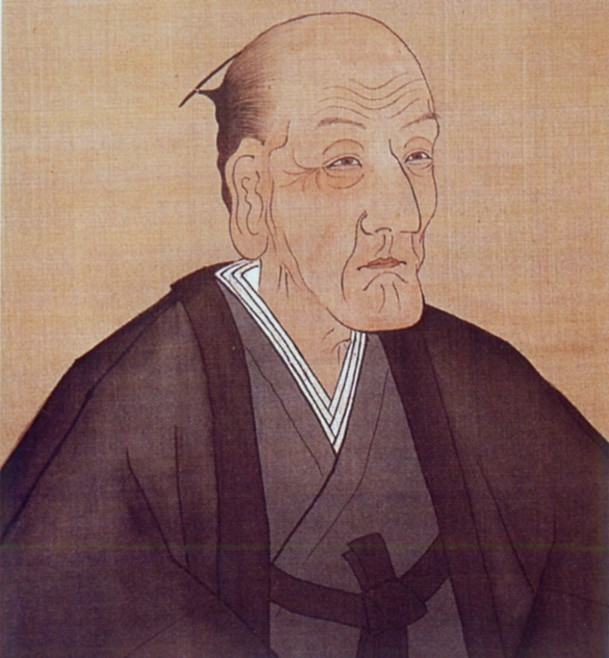
上杉鷹山

第9代藩主の治憲（鷹山）は日向高鍋藩秋月家の生まれで養子であるが、生母が秋月藩黒田氏に嫁いだ上杉綱憲の孫娘なので全く上杉家と無縁というわけではない。明和4年（1767年）に鷹山は家督を継ぐ。前述のように米沢藩は極端な財政難と政治腐敗で藩政が破綻寸前にあった。このため鷹山は、藩政と財政の再建を目指して自らが家督相続した強い決意を示し、さらに大倹約を主旨とした大倹令を発布した。また自らの生活費を大幅に切り詰め、奥女中も大幅なリストラを行った。他にも殖産興業政策、籍田の礼、世襲代官制度の廃止、備荒20ヵ年計画など改革は次々と実行され、鷹山の時代に米沢藩は息を吹き返すことになった。
だが鷹山の改革は上杉家譜代の老臣らから根強い反対があり、1度は七家騒動において須田満主、芋川正令らが処分されたが、改革も後半になると再び老臣らが鷹山の腹心となっていた竹俣当綱を失脚させるなどした。また天明の大飢饉などで改革が停滞に入ったことも事実であり、鷹山は天明5年（1785年）に隠居し、第10代は重定の四男の治広が継承した。しかし治広と第11代藩主の斉定はいずれも鷹山の後見を望んだため、以後も鷹山の改革が続行されることとなる。
鷹山は停滞した改革を再び再建するため、借財返済の延期懇請と財政支出の大幅緊縮を行った。しかし外国船の日本接近による軍役や家臣が多すぎる問題などから、財政は再び悪化していた。このため鷹山は寛政期に入ると、等級の区別無く有能な人材を大量に召しだして登用した。また財政再建16ヵ年計画を定め、農村復興計画や上書箱の設置、緊縮財政から領民保護など様々な改革を行った。一方、藩財政の悪化から事実上廃絶していた藩校興譲館を再興した。福祉政策も充実させて、滅亡寸前だった米沢藩を再建した名君上杉鷹山は、文政5年（1822年）3月に死去した。

### 幕末から明治へ

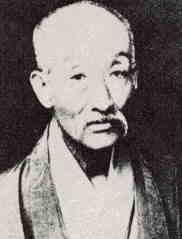
上杉茂憲

第12代藩主斉憲の時代に、米沢藩は幕末を迎える。斉憲は徳川家茂の京都上洛に御供して文久3年（1863年）に上洛して京都警衛を果たし、八月十八日の政変で斉憲は中川宮・松平容保・稲葉正邦・池田茂政（備前藩主）・池田慶徳（因州藩主）・蜂須賀茂韶（阿波世子）らと共に朝議に列し、長州藩を擁護し事態収拾を図るも七卿落ちを招く。
翌年からは嗣子茂憲が上洛して2年間京都警衛を果たしたため、その功績により慶応2年9月（1866年10月）に屋代郷3万7248石を幕府より与えられ、米沢藩の知行高は19万石近くまで増加した。
大政奉還が行われると、藩論は佐幕派と尊皇派に分かれた。開明派で西国雄藩とも近い軍事奉行の千坂高雅が、慶応4年（1868年）正月には薩長に従い3,000人を率いて上洛、弾薬の海上運搬もおこなったが、藩主斉憲は保科正之の旧恩があるとして幕府に味方した。
慶応4年4月に江戸城の無血開城が成り、戊辰戦争がいよいよ東山道に波及し始めると、米沢藩はかつての保科正之への恩義もあることから会津藩と新政府軍の間に立って仲介に努めたが、その行動はかえって新政府軍から疑いの目を向けられる結果を招いた。するとこれを察知した米沢藩の方でも、新政府軍は会津攻撃が終了したあとも北進して東北の佐幕派諸藩を攻撃するらしいという風聞を信じて驚き慄き、双方疑心暗鬼のうちに米沢藩は奥羽越列藩同盟に加わって仙台藩や会津藩とともに新政府軍に対峙するという好ましからぬ状況にはまってしまった。仙台藩が奥州街道・常磐方面を担当したのに対し、米沢藩はその故地でもある越後を担当したが、長岡藩と共同して戦った北越戦争において新政府軍に敗退、羽越国境の大里峠まで迫られたところで、同年8月18日新政府軍方から思いがけない報せが藩主の正室 貞姫を経由して米沢藩にもたらされた。東山道先鋒総督府は土佐藩の迅衝隊を中心に編成された部隊だったが、その幹部である谷干城・片岡健吉・伴権太夫らは連名で米沢藩に恭順を薦める内容の書状を書き、これを土佐藩主山内豊資 → その三女で米沢藩主上杉茂憲の正室となっていた貞姫 → 藩主茂憲へと送付したのである。これを受けて米沢藩は24日までに藩論をまとめて恭順した。その後は新政府軍のために勤皇し、庄内藩攻撃のために兵を出し、会津藩に対してもその非を説き恭順することを諭した。
米沢藩は戦後の処置で、明治元年（1868年）12月に4万石を減封されて14万7000石となった。また藩主斉憲は隠居となり、嫡子の茂憲が家督を継いだ。明治2年（1869年）に蔵米支給の支藩米沢新田藩を併合した。
米沢藩は宮島誠一郎の指導のもと、版籍奉還などの明治政府の改革を積極的に支持していくことで「朝敵」の汚名をそそぐことに尽力した。明治4年7月14日（1871年8月29日）廃藩置県によって米沢県となり、11月に置賜県を経て、山形県に編入された。
また、館県を除く北海道が開拓使の所管となり、上杉家による北海道の分領支配（後志国の一部）も終了した。1878年（明治11年）に奥羽地方を視察旅行したイザベラ・バードは、置賜地方を「東洋の理想郷（アルカディア）」と賞賛した。
藩主家は明治2年6月17日の版籍奉還と同時に華族に列し、明治17年（1884年）7月7日の華族令で伯爵を授けられた。上杉茂憲は藩主退任後、沖縄県令として県政の再建に尽力している。
藩主のほか米沢藩士の中にも池田成章（置賜県判事、沖縄県書記官など）、森長義（深津県権参事、小田県参事など）のように、明治政府の官吏となる人材も輩出した。また、平田東助も品川弥二郎から高く評価されて山県有朋の側近となり、内務大臣・内大臣などの要職を歴任した。
平田の甥である伊東忠太（1867年（慶応3年） 米沢藩医の家に生まれる）も、上杉神社社殿・一橋大学兼松講堂・靖国神社遊就館など、多数の建造物を設計・建築しており、1954年（昭和29年）には米沢市名誉市民・第1号となる。
明治初期には靖国神社に、官軍に転じた米沢藩の松本誠蔵、堀尾啓助（勘定頭・役所役筆頭）らが合祀されている。

## 藩政

### 宗教
豊臣時代の領主である蒲生氏郷がキリシタン大名であった影響から、旧蒲生領は東北地方におけるキリシタンの根拠地のような地域になっていた。米沢も氏郷の家臣の蒲生郷安が城主であり、この郷安が氏郷の影響からキリシタンであったため、米沢にも少なからずキリシタンが存在した。やがて上杉家が米沢に入封すると、慶長16年（1611年）にフランシスコ会の神父ルイス・ソテロによって上杉謙信時代の宿老甘粕景継の子信綱が入信し、以後信綱ことルイス右衛門によって米沢のキリシタンが拡大することになった。
江戸幕府における慶長18年（1613年）の全国禁教令を契機として、厳しいキリシタン弾圧が展開された。この幕府の弾圧で京都・大坂方面のキリシタンは衰退の一途を辿るが、それら迫害されたキリシタンは主に東北地方に逃れたため、かえって東北方面のキリシタンは盛況を呈するようになり、米沢では信綱の熱心な布教活動もあって信徒が1万人を越える勢いだった。このため幕府は米沢にキリシタン弾圧を命じるが、上杉景勝は幕府の命令に形式的には従いながらもキリシタンにはかなり寛容な態度をとった。これは上杉家中にかなりキリシタン武士が存在し、有能な人材を失いたくない景勝の思惑があったためとされる。だが景勝の死後、跡を継いだ定勝は幕府の度重なる圧力に屈して寛永5年（1628年）に甘粕信綱とその家族家臣など14名を処刑したのをはじめ、その後もキリシタン弾圧を続けて殉教者は寛永5年だけで70名以上に上った（米沢寛永5年のキリシタン弾圧）。
島原の乱以後はキリシタン弾圧がさらに強化され、定勝の従兄弟にあたる公家山浦玄蕃（知行1,000石）も定勝没後の承応2年（1653年）に幕府の命令で処刑されている。

### 家臣の人数
米沢藩上杉家は他の藩と比較して下級武士の数が圧倒的に多かった。これは関ヶ原の戦いに敗れて所領を4分の1に削減されたにもかかわらず、家臣に暇を出すことをせず、そのまま米沢に連れて来たからである。必然的に家臣ひとり当たりの知行高は低く抑えられ、のちのち上杉家そのものだけでなく家臣たちひとりひとりの極端な経済的困窮につながった。大坂の陣では上杉軍は2万の軍を率いて出陣しているが、本来は30万石であるから動員できる兵力は多く見ても7,500人から9,000人（そもそも1万石の動員数が250人から300人）であり、上杉家は倍以上の兵を動員している勘定になる。同じ山形県内にあった庄内藩酒井家14万石の家臣は約1,900人であるが、米沢藩は約5,000人という数から比較しても、家臣の極端な大人数が財政難の原因のひとつとなったことは確かである。なお、上杉家の上級家臣（高家衆・奉行・家老・分領家）は95人で全体のおよそ2パーセント、中級家臣（上杉謙信の旗本だった馬廻組・上杉景勝の旗本だった五十騎組・直江兼続の与板衆）が930人で全体のおよそ19パーセント、残りが下級家臣でおよそ3,900人であった。

### 下級武士
一般的に最下級の足軽以下の階級は技能職分として扱われ、士分階級のように世襲ではなく1代雇用が原則であった。だが米沢藩は足軽（特に鉄砲足軽）は世襲とされ、扶持に関しても手明組などの徒士階級、三扶持方の下士階級とあまり変わらず、場合によってはより高い扶持をもらっていた者もいた。米沢藩では鉄砲の技能を重んじ、その修練を奨励しており、毎年正月には「矩（のり）の鉄砲」と呼ばれる藩主上覧の鉄砲披露があり、家臣が鉄砲の技量を競う晴れ舞台であったためだった。鉄砲は中級武士も撃つことを許されたが、扱うことができたのは10匁筒だけであり、20匁以上の大筒撃ちは専門職の足軽だけに許された特殊技能であり、特別の大筒を操作できる者には30匁撃ちに3石、40匁撃ちに4石、50匁撃ちに5石の加恩給を与えられた。
関ヶ原の戦い後に知行を大幅に削減されて下級武士の生活は困難になったため、米沢藩は会津口の南原、板谷口の山上、仙台口の東原に屋敷割りをして下級武士を住まわせ、藩境警備の任務に当たらせると同時に周辺の荒地を開墾させて半士半農の生活をさせるという屯田兵の暮らしをさせ、この集団は原方衆と呼ばれた。原方衆は下級武士の半数を占める約1,900人であり、農民とあまり変わらぬ生活をしていたために「原方の糞つかみ」と蔑まれたが、彼らの中には武士の矜持を忘れずに学問や武芸の修練に励む者も多かったと伝わる。また、自ら開拓した土地はそのまま与えられ、収穫した年貢も一般農民よりは軽減されていたので、城下で暮らす武士階級よりずっと生活は安定していたといわれる。
逆に原方衆を蔑んでいたと伝わる城下集住の下級武士の生活はかなり苦しく、藩財政が逼迫して減俸されると扶持のみでは生計が成り立たなくなった。このため、米沢藩特産品の筆結いなどの内職を行い、それでもなお不足なので職人や日雇い人足になって収入を稼ごうとした。彼らの雇い主である米沢の町人は、日雇い武士に失礼のないようにと「人足様」「大工様」と敬称をつけて呼んでいたといわれ、この遺風は現在まで続いている。

### 財政（江戸初期から重定まで）
貢租は蒲生時代以来、半石半永制をとる。これは貢租納入の半分を貨幣で納入するもので幕末まで踏襲された。また貢租の貨幣にあてる分は一定の米や漆、紅花、青苧、真綿といった特産物の買い上げ代金を廻すという方法が採られた。このため、早くから藩の買上制が実施された。米沢藩は120万石からの大減封を受け、しかも佐渡銀山などを失って大幅な収入減を受けた。関ヶ原の戦いの際に備えて雇った傭兵や浪人などは解雇したが、越後時代から付き従ってきた譜代家臣、並びに武田家や小笠原家、蘆名家旧臣の召し放ちを極力行わず、6,000人と言われる家臣団を維持した。そのため、江戸時代初期から厳しい財政難に苦しめられた。
また米沢城は、伊達氏時代からの三階櫓を中心とした平城であったがほとんど拡張を行わなかった。また城下町は伊達家・蒲生家時代から手狭だったため、上杉家の家臣や家族が入るに及んで大混乱が起こった。このため上杉景勝・直江兼続らは下級武士を手狭な城下町の外に住まわせて、半農半士の生活を送らせたが、このような下級武士のことを原方衆という。それでも初期の米沢藩は、2代藩主上杉定勝が表高30万石に対して内高51万石と言われるまでに新田開発を進めたが、寛文4年（1664年）の15万石への半減で藩財政は再び大きな打撃を受けた。これ以降の実高は30万石程度（幕末の18万石への加増時には35万石前後）であるが、依然として家臣団は減らさなかったので、財政はますます厳しくなった。ちなみに、明治初年の史料をもって比較すると、加賀102万石の前田家の場合は、内高が120万石で、士族7,077戸、男12,414名、卒族戸数9,474戸、男14,029人であった。一方の米沢藩14万7千石（列藩同盟処分の削封後）の上杉家の場合は、内高が30万石で、士族3,425戸、男7,565名、卒族戸数3,308戸、男11,980人であった。この比較からも、米沢藩の厳しい状況は一目瞭然である。
このような深刻な財政難にもかかわらず、第3代藩主綱勝は藩士に対して倹約を命じつつ自らは大好きな能楽にのめり込み、明暦3年（1657年）の火事では城下の東600戸を焼失したにもかかわらず6,000人の家臣を動員して狩りを行い、それに要した費用は代官や商人から借りることで補い、米沢藩の借金生活がこの時から開始された。綱憲は実父吉良義央夫妻の浪費による負債2,780両を立て替えた上に、藩主の実父であるとして毎年6,000両の援助金を送り、元禄11年（1698年）の鍛冶橋における吉良屋敷類焼では呉服橋に8,000両の費用をかけて新邸を造築した上、米沢から大工50人を派遣した。さらに麻布藩邸などの新築、参勤交代などでの奢侈を行い、藩の貯金を一般会計に流用するまでに至る。
7代藩主上杉宗房の代では領内農村の荒廃がすさまじく、年貢未進もかさんでいたため、元文3年（1738年）には当年分完納を条件に、それ以前7ヶ月の未納分の延納を許可する有様であった。上杉重定の代になると、派手好きで奢侈に走ったことに加え、寛永寺普請手伝いによる5万7千両超の工事費や宝暦5年（1755年）の凶作損毛高7万5,800石超の被害も重なって、借財が莫大な額に上ったので、竹俣当綱（美作）の進言に従って幕府に15万石の返上を願い出ることを親族の尾張藩主に相談して、明和元年（1764年）に諭される返答をされる始末であった。

### 財政（鷹山の改革）
1767年（明和4年）、17歳で重定の跡を継いだ養子の治憲（鷹山）は竹俣当綱と莅戸善政らを登用して藩政改革に乗り出した。倹約令発布、農村統制の強化、絹織物の専売制実施等の財政再建と、桑や漆の植樹、縮織技術の導入や黒井忠寄による灌漑事業などの殖産興業政策を行って藩財政を立て直した。また、先述のとおり特産品の青苧、紅花、蝋等も藩財政を助けた。儒学者細井平洲を招いて藩校の興譲館（現山形県立米沢興譲館高等学校）を設け、藩士の教育にもあたった。一方で、1773年（安永2年）7月には家老の須田満主や奉行の色部照長や千坂高敦らによる竹俣一派排除訴訟（七家騒動）も起こる。

米沢藩では、藩主上杉家の実質上の祖である上杉謙信が藩祖として祀られ、その遺骸を納めた甕は遠く越後春日山（新潟県上越市）から米沢に運ばれて米沢城本丸内に安置されていた。上杉謙信崇拝に基づいた藩風は、越後以来の家臣の召し放ちが少なかったこともあって独特の誇り高い気風を生んだが、その一方で体面を重んじ、頑固で保守的な面があって、そのことが鷹山の藩政改革の障害となったという見方もある。しかし、鷹山隠居後も藩政改革に取り組む名君が続いたため、治憲・治広の代には借財を返済して5千両の囲い金（備蓄）を有するに至る。斉憲の代には、庄内藩の「三方領知替え」の際、本間光暉に移転費用や転封阻止の費用七万三千両を提供しており、財政に余裕が出てきている。

### 財政（幕末から廃藩置県）
最後の藩主茂憲は、戊辰戦後に3万両を新政府に献上して三条実美らによる改易論を封じ込め、また、奥羽越列藩同盟参加の責任を戦死した家老色部久長に転嫁することによって藩存続の危機を乗り切った。廃藩置県の際は、旧藩士らに囲金や備金などから17万両余を分与した。明治4年5月には、禄券法（家禄を売買可能な禄券に換えて、私有財産化して処分出来るものとした方法）の伺いを政府に提出した。
米沢藩では、独自に発行した藩札も使用していた。金札が大半だったが、宝暦13年（1763年）に上杉家が京都屋敷を買戻してから、銀札も発行された。明治7年（1874年）、新政府による新通貨発足に伴い、回収時の引替率は、金札1両が1円、銀札50匁が1円であった（土佐藩の金札1両が33銭3厘、薩摩藩の32銭2厘。また秋月藩の5匁札は4銭2厘、徳島藩の1匁札は8厘などと比べ、破格の換金率であった）。
| 米沢藩のPLまたはSI（フロー/歳入の部） ＝米納高＋金納額/年                                                                       | 米沢藩のBS（ストック/資本の部） ＝資産－負債                                                                        |
| --- | --- |
| 30万石時代…5万石＋1万両（綱勝相続時） 15万石時代…3万石＋3万両（治憲相続時） 14万7千石時代（列藩同盟処分の削封後）…6万石＋15万両 | 綱勝相続時…13万両 治憲相続時…マイナス20万両余 治広相続時…5千両 斉定相続時…5万両 斉憲相続時…10万両 茂憲相続時…30万両 |

- 絹・綿（疋）は米（石、斗）、銀（貫、匁）・銭（文）は金（両、分）に換算（江戸中期には、金1両＝銀60匁。銀1貫＝1000匁。銭1貫文＝1000文。ただし、米価は時代により相場変動あり、上記金額は概算）
- （参考文献：「御家建て直し」「上杉鷹山の失敗に学ぶ」「日本史地図」「武田一族」「米沢藩」「羽前俗謡抄」ほか）

寛永検地（1638年）の三公七民を明治初年に当てはめると実高30万石のうち9万石が年貢物成、1万5千石が家臣分（為替で金に換えると単純計算で一人当たり15両、ただし士族・卒族1万人には扶養されている家族や手当支給で自身の所得がない部屋住みも含まれるため、実際にはその2倍の30両程度が平均所得と思われる。令和の貨幣価値で約600万円。武士一人当たりの生活費は一石八斗くらい）、例えば「何俵三人扶持」の下士の場合には五石四斗が本給に加算（家臣三人を雇える）。残りが7万5千石（米納が6万石、残り1万5千石を金納で15万両）で政府申告の現高にほぼ合致する。
明治政府の調査「明治政覧」では、年貢高 6万196 石（年貢率；21.1%）とあり、年貢高は上よりだいぶ少ない（二公八民）。

### 他藩との比較
表高に対する実高の割合で、米沢藩は225パーセントで全国五位となっている。一位は341パーセントの津軽藩。

### 現在との比較
現在の山形県の水稲生産量は約31万トン（200万石に相当）、米沢市を含む置賜全域では約8万トン（52万石に相当）に達している。これは明治初期の表高14万7千石の約350パーセントに当たる。

### 教育
初代上杉景勝の執政直江兼続は元和4年（1618年）に禅林文庫を創設して足利学校や金沢文庫に匹敵する学問修行の道場とし、家臣の教育を図ろうとしたが、直江が翌年に病死したため実現までには至らなかった。第4代綱憲は将軍徳川綱吉の奨学により学問所を創設したが、以後は米沢藩の藩財政悪化により学問所自体が退廃した。
このため、米沢藩で実質的に藩校が創設されるのは上杉鷹山の改革期である。鷹山は自らの師細井平洲を米沢に招聘し、師の命名で藩校は興譲館と名づけられた。規模や内容は元和や元禄の比ではなく、鷹山や細井は藩校に優秀な指導者となるべき人材の育成の役割を求め、藩校の席次は身分ではなく長幼の序で定められて場合によっては生徒に手当として年1両の手当金、寄宿代の無料などの特典もあり、この藩校の子弟が藩の中枢にあって活躍していくことになる。
有益な諸説を吸収し、実践を重んじた紀徳民の折衷学をはじめ、他藩で排斥されていた山鹿流古学（聖学）も学ばれ、文政期に頼三樹三郎、嘉永期に吉田松陰も交流のため米沢を訪れている。
加えて蘭学も揮い、伊東昇廸らが長崎に留学している。
なお米沢藩では明治4年1月には洋学舎を設立、慶応義塾から3人の教師を迎えて授業を開始し、同年10月にはイギリス人のチャールズ・ヘンリー・ダラスを語学教師として招いていた。米沢藩知事名の書状の中に「人民平均之理」「自主自由之権」という欧米の政治用語が使用されている。

### 福祉
鷹山は仁慈の政治の実現を常とした人物であるが、財政再建が一段落した寛政4年（1792年）には家中・領民を問わずに90歳以上の老人には生涯1人扶持を与えることとする老齢年金制度、15歳以下の子供が5人以上いる家庭では末子が5歳に達するまで1人扶持の手当を支給することとするという子供手当を実施した。ただし、米沢藩では享保13年（1728年）から孝行、貞節などで優れた「善行者」を表彰する制度があり、鷹山はこの制度を推奨して福祉を定め、さらに善行者にはとりわけ模範的な人物に対して生涯家の門柱に名前を記して顕彰したといわれる。

## 藩法
天正9年（1581年）から弘化4年（1847年）までの歴代藩主の法令を編纂した法令集に『御代々御式目』（全41冊）がある。また、諸役職の沿革については『紹襲録』、勤務規定については『御役成勤式』がある。町奉行の職務手鑑的なものに正徳4年（1714年）の『当官紀事』がある。
米沢藩は刑法典を制定することなく、判例に準拠して処罰を行った。主要な判例集には『御呵附引合』、『中典類聚』、『御裁許鈔』などがあり、それらを繋ぐと江戸時代全期の刑事判決が明らかとなる。それらに記録される刑種は約60種ほどで、中には闇討、郷替、出奉公、定価屋渡など、他藩ではあまり見られないものも含まれる。

## 歴代藩主
上杉家
外様
家格：国主・大広間・殿上元服・一字頂戴・屋形号 30万石→15万石→18万7千石→14万7千石
| 代 | 氏名                       | 肖像 | 官位                    | 在職期間                           | 享年 | 備考                                                                   |
| -- | -------------------------- | ---- | ----------------------- | ---------------------------------- | ---- | ---------------------------------------------------------------------- |
| 1  | 上杉景勝 うえすぎ かげかつ |      | 従三位 権中納言         | 慶長5年 - 元和9年 1600年 - 1623年  | 69   |                                                                        |
| 2  | 上杉定勝 うえすぎ さだかつ |      | 従四位下 左近衛権少将   | 元和9年 - 正保2年 1623年 - 1645年  | 41   |                                                                        |
| 3  | 上杉綱勝 うえすぎ つなかつ |      | 従四位下 侍従・播磨守   | 正保2年 - 寛文4年 1645年 - 1664年  | 25   |                                                                        |
| 4  | 上杉綱憲 うえすぎ つなのり |      | 従四位下 侍従・弾正大弼 | 寛文4年 - 元禄16年 1664年 - 1703年 | 40   | 高家旗本・吉良義央の子 15万石に減知                                    |
| 5  | 上杉吉憲 うえすぎ よしのり |      | 従四位下 侍従・民部大輔 | 元禄16年 - 享保7年 1703年 - 1722年 | 37   |                                                                        |
| 6  | 上杉宗憲 うえすぎ むねのり |      | 従四位下 侍従・弾正大弼 | 享保7年 - 享保19年 1722年 - 1734年 | 20   |                                                                        |
| 7  | 上杉宗房 うえすぎ むねふさ |      | 従四位下 侍従・民部大輔 | 享保19年 - 延享3年 1734年 - 1746年 | 28   |                                                                        |
| 8  | 上杉重定 うえすぎ しげさだ |      | 従四位下 侍従・大炊頭   | 延享3年 - 明和4年 1746年 - 1767年  | 77   |                                                                        |
| 9  | 上杉治憲 うえすぎ はるのり |      | 従四位下 侍従・越前守   | 明和4年 - 天明5年 1767年 - 1785年  | 70   | 日向高鍋藩主・秋月種美の子                                             |
| 10 | 上杉治広 うえすぎ はるひろ |      | 従四位下 左近衛権少将   | 天明5年 - 文化9年 1785年 - 1812年  | 58   |                                                                        |
| 11 | 上杉斉定 うえすぎ なりさだ |      | 従四位下 左近衛権少将   | 文化9年 - 天保10年 1812年 - 1838年 | 50   |                                                                        |
| 12 | 上杉斉憲 うえすぎ なりのり |      | 従三位 左近衛権中将     | 天保10年 - 慶応4年 1838年 - 1868年 | 68   | 18万7000石に加増                                                       |
| 13 | 上杉茂憲 うえすぎ もちのり |      | 正二位 侍従・式部大輔   | 慶応4年 - 明治4年 1868年 - 1871年  | 76   | 14万7千石に減知。米沢新田藩1万石を併合。 後志国の磯谷郡1万石格を編入。 |

## 米沢新田藩 (谷地藩)
米沢新田藩（よねざわしんでんはん）は、米沢藩の支藩。外様。柳間詰。代々駿河守を称し、駿府城加番役を務めた。享保4年（1719年）に5代藩主吉憲が弟の勝周に領内の新田分1万石を分与して成立した。藩主は2代勝承以降は男子が生まれず、以後3代は宗家の歴代藩主の弟を養子に迎えている。新田藩主は米沢藩内では「支侯」と呼ばれた。
米沢城内二の丸に藩庁を置き、居所としていた。武鑑では江戸藩邸は麻布に上屋敷があったとしているが、これは宗家の中屋敷の一部を与えられたものである。後に上屋敷の所在表記は飯倉片町となる。
また、文政年間の武鑑で新田藩の家老である高梨左近が宗家の用人を兼務しているように表記されたり、上杉藩の史料「紹襲録」でも文政元年（1818年）に宗家の側役であった留守善次郎が新田藩主の勝義の用人になっているのが見られる。加えて、米沢城内に新田藩の役所や藩主御殿があり、上杉鷹山の隠居所である餐霞館は元は新田藩主の御殿であったものを流用したものであり、鷹山死去以降に支侯御殿に戻っている。
このように、特定の領地や城地を持たないだけでなく、支配機構や財政、家臣団、居住地、さらには後継者まで全て宗家の米沢藩に依存しており、江戸幕府の御三卿にかなり近い藩内分家であった。
明治維新後、しばらく米沢新田藩が明治政府によって暫定的な藩名として認知されていたようであるが、少なくとも米沢藩内部では、明治2年中に米沢新田藩を谷地藩 (やちはん)と改称したようである。ただし同時期の明治政府の史料に「谷地藩」は登場しない。明治時代初期に修史局によって編纂された「藩制一覧表」に初めて「谷地藩」の名前が登場し、後に大正時代に編纂された華族明鑑などでは米沢新田藩を谷地藩の旧称とし、谷地藩を正式の藩名として採用している。「藩制一覧表」に登場する谷地藩について宮武外骨は、幕末に加増された谷地地方に庄内藩が分藩または分置し、「谷地藩」と称して明治政府に申請したが、結局認められなかったのだろうと推測したが、この考察は誤りである。
明治維新後は宗家の所領削減もあって存続が難しくなり、米沢藩の版籍奉還が実施された明治2年旧暦6月18日（1869年7月26日）、または明治3年旧暦8月19日（1870年9月14日）に米沢藩へ併合された。廃藩後も子爵家として存続したが、宗家の当主の弟を養子とすることが支藩時代と同様に続いた。
明治3年（1870年）に太政官により米沢新田藩は、現米2926石・表高1万石で子爵家に列せられており「三公七民」である。

### 米沢新田藩の歴代藩主
上杉家
外様 1万石 （1719年 - 1869年）
1. 勝周
2. 勝承
3. 勝定
4. 勝義
5. 勝道

上杉子爵家 （1869年 - 1944年）
1. 勝賢
2. 勝憲
3. 勝昭

麻布上杉家 （1944年 - ）
- （当主代行 幸子（夫：子爵 上杉勝憲） 1944年 - 1952年）

1. 孝久 1952年 -

## 藩邸
- 江戸藩邸は文政年間当時、外桜田御堀通り（現在の千代田区霞が関1丁目 法務省敷地内）に上屋敷、麻布（現在の港区六本木[101]1丁目および麻布台1丁目）に中屋敷、芝白金（現在の港区芝白金2丁目 目黒通り）に下屋敷があった。また京都藩邸は柳馬場通三条下ル西側に構えていた。ほかに三田（現在の港区三田二丁目、慶應義塾大学グラウンド付近）と芝（現在の港区芝一丁目）に抱屋敷[102]と蔵屋敷。麻布藩邸は上杉綱憲により新築された。
  - 米沢新田藩の江戸藩邸は麻布（港区麻布台1丁目 外務省飯倉公館 外苑東通り）にあり、麻布上杉家との呼称もこれに由来する。付近の麻布狸穴町には男谷信友の屋敷があり道場として使用されていた[103]。
- 京都藩邸は一時、森利真（平右衛門）が売却したが、竹俣当綱（美作）が買い戻している。また、1788年（天明8年）の京都の火事で一時焼失した。

## 菩提寺
江戸における菩提寺は浅草新鳥越にあった（移転して現在は清川に所在）新義真言宗寺院、金知山宝蔵院で、米沢新田藩も同様であった。
藩主・上杉家は諸藩の中でも数少ない真言宗を家の宗派とする大名家であった。これは家祖とされた上杉謙信（景勝の養父）が晩年に真言宗の僧侶として得度して、その遺言に従って空海の先例に倣い甲冑を着用した生きたままの姿で甕に密封されて春日山城に建てられた御堂に葬られたことによる。その後、上杉家の転封に従って謙信の遺骸の入った甕も移転し、米沢藩成立後は本丸東南隅に御堂が建てられ、更に二の丸には御堂を囲むようにこれを守護する真言宗の寺院群が建立された。4代藩主綱憲以降の歴代藩主（戊辰戦争後に継承した茂憲を除く）は家督継承後、初入部して米沢城に入ると直ちに御堂に参詣し、その後最初に迎える正月13日（その年最初の謙信の月命日）に御堂に安置されていた謙信遺物の甲冑を着用の上で参詣する「御武具召初」が行われるようになった。なお、廃藩置県後は城外の上杉家廟所に新たな御堂が建立され、遺骸の入った甕もそちらに移されている。

## 藩職
横山昭男の『上杉鷹山』（吉川弘文館）や上杉文書の「紹襲録」による。
【藩主直属】
- 奉行（他藩の国家老に相当、3人）
- 江戸家老（2人）
- 侍頭（5人）
- 城代[105]または役屋将（5人）
- 儒者
- 小姓頭（2人）

米沢藩の首脳部は、奉行（3人）、江戸家老（2人）、侍頭（5人）の計10人で構成される。奉行職は上杉定勝の代に新設され、他藩の国家老に相当した。侍頭は5組編成になっている侍組の各組の番頭である。これらの重職には、藩内の上士階級である侍組の中でも特に家柄の高い家である分領家のみが就任することができる。分領家は全部で14家あるが、謙信・景勝政権下では外様扱いであった揚北衆や信濃衆出身の家が多くを占めている。しかし、奉行職については寛政10年（1798年）に馬廻組出身の莅戸善政が奉行に登用され、慣行が破られることになる。
なお、宝暦元年（1751年）に中老職が新設されたが、一時期廃止される。寛政3年（1791年）に莅戸善政の登用をもって復活する。
小姓頭は江戸の須原茂兵衛版武鑑では『用人』と表記された職で、当初は侍組しか就任できなかったが、与板組出身で侍組に昇格した森利真（平右衛門）の登用で慣行が破られる。
役屋将（寛文半知より前は城主または城代）は、藩境の高畠（のち糠野目）、中山、鮎貝、荒砥、小国の5箇所の要地に置かれた陣屋の城代を上杉綱憲が改称したものである。侍組から任命され、30〜40人の足軽を配下に置き、藩境の警備や旅人・貨物の取締りを担当した。
【奉行配下】
- 大目付
- 仲之間年寄（3人）
- 勘定頭
- 役所役
- 町奉行（2人）
- 郡奉行（2人）

なお、仲之間年寄は3人、町奉行は2人、郡奉行は2人であった。郡奉行は一時期廃止される。仲之間年寄は六老や六人年寄とも言われる。なお、先述の小姓頭同様に江戸中期以降の武鑑では仲之間年寄と大目付は「用人」として表記されている。寛政3年（1791年）の改革で郡奉行は六人年寄の兼務とし、勘定頭は桜田屋敷将と桜田納戸頭を兼務することになった。
【大目付配下】
- 御使番（8人、寛政3年に5人に減員）

【勘定頭配下】
- 次勘定

【郡奉行配下】
- 代官（5人）

代官は上杉定勝の時に新設されたが、当初は世襲制であった。安永元年（1772年）に代官世襲制が廃止される。
【小姓頭配下】
- 側役
- 近習

【役屋将配下】
- 役屋付

役屋付は、役屋を助けて領内の取締りを強化するために街道沿いの38箇所に設置された口留番所の役人で、三扶持方から各番所に1〜2名が配置された。先に設置された板谷、綱木、花沢、糠野目、掛入石中山、小滝、荻野中山、大瀬、栃窪、玉川、蓬生戸、折戸、黒鴨、筑茂、爼柳の15箇所を本口番所、後に設置された梓山、中荒井、荒井、上片子、下片子、矢木橋、新藤台、鉄砲町、芦付、一本松、上窪田、下窪田、外ノ内、福沢、大橋、椚塚、十分一、大洞、金山、高岡、田尻、烏川、平田の23箇所を藪口番所と呼んだ。
【その他の側近職】
- 傳役
- 隠殿用人
- 部屋住用人
- 膳部番
- 手廻番

## 家臣団
- 禄高は15万石時代のもの、侍組の席次は『致知嚢』（天保7年（1836年）作成）による。禄高の後の地名は主な知行地。
- 上士、下士および卒の区分は『米沢藩諸士ノ組、組頭、役ノ名称調』による。
- 系譜は『上杉家御年譜 諸士略系譜』、『先祖由来書』、『勤書』による。

### 上士（侍組）

#### 高家衆（4〜5戸）
- 米沢武田氏（席次第1位、藩内500石）
武田信清（武田信玄六男）－勝信＝信秀（本庄重長次男）－信安（信秀次男）－信全－信久－信福－信順－信明－信篤－信一
- 能登畠山氏（席次第2位、藩内250石）
畠山景広（畠山義春長男）－政利－政束＝政永（二本松国隆長男）－茂知－茂寛＝茂輔（色部政長次男）－忠茂－茂卿－義方
- 山本寺氏（席次第3位、藩内250石）
山本寺勝長（山本寺景長の子、山本寺定長の孫）＝勝政（長尾景光三男）－勝興－勝安－勝紀－勝称－勝久－勝茂－勝強
- 二本松氏（席次第4位、藩内200石）
畠山氏分家、初め利根川氏を称する。
二本松国隆（畠山政利次男）＝国政（利根川正隆次男）－国茂－国雄－国当－国諶－国審＝国潤（国審の弟）
- 山浦氏
山浦景国（村上義清の子）＝光則（上杉景勝側室・四辻氏の甥）…（断絶）＝康長（色部久長長男）

#### 分領家（14戸）
上杉氏譜代
- 白井長尾氏（席次第6位、藩内1,000石：池黒）
長尾景広＝景泰（中条三盛次男）－景光－景貞－景将＝景風（岩井組織次男）－景好＝景明（景好弟）＝景保（芋川正令四男）－景敏－景直－景孝－国丸
- 千坂氏（席次第8位、藩内1,565石：簗沢、朴沢）
千坂景親＝高信（満願寺仙右衛門）－高治（高信次男）－高房－尚親－安親－興親＝高敦（廣居清応長男、安親外孫）－清高－高容＝興高（高容の弟）－高明（興高次男）－高雅（高明長男）－智次郎（高雅次男）

越後衆
- 毛利安田氏（席次第13位、藩内2,166石：川井）
後に毛利に復姓。
安田能元（安田顕元の弟）＝俊広（那波顕宗次男）－清元－通広－宦元－貞広－毛利雅元（貞広四男）＝隆元（芋川正令の弟）－方元－興元－業広

揚北衆
- 本庄氏（席次第5位、藩内1,666石：鮎川）
侍頭と福島城代（のち鮎貝役屋将）を兼任。
本庄繁長－充長（繁長次男）＝重長（繁長六男）－政長－英長－義長＝職長（平林恒広次男）－祗長＝精長（職長三男）－為長－寛長－昌長－勝長＝孝長（昌長三男）
- 中条氏（席次第7位、藩内900石：山口新地）
中条三盛（中条景泰長男、中条藤資の外曾孫）－盛直－知資＝清資（島津通忠次男）－親資－備資－総資＝至資（竹俣秀周三男）＝達資（色部至長次男）－明資（達資の孫）－清資 － 敦
- 色部氏（席次第12位、藩内1,666石：窪田）
屋敷跡は現在、米沢簡易裁判所。戊辰戦争の戦後処理で一旦断絶となるが、明治16年（1883年）に赦免。
色部光長（色部長真長男、色部勝長の孫）＝利長（安田俊広次男）＝清長（武田勝信次男）＝安長（長尾景光次男）－隆長－政長－照長＝至長（政長五男）－致長＝篤長（香坂好昌次男）－久長－康長
- 竹俣氏（席次第17位、藩内1,000石）
屋敷跡は現在、九里学園高等学校。屋敷門が林泉寺の山門として現存。
竹俣利綱（竹俣慶綱養子）＝房綱（市川房綱次男）－吉忠＝義澄（竹俣義秀長男）－充綱－本綱（不家督）－当綱－厚綱＝良綱（竹俣秀賢次男）－紀綱－久綱
- 竹俣西氏（席次第27位、藩内600石）竹俣氏分家、初め保科氏を称する。
竹俣義秀（竹俣房綱次男）－斉秀（竹俣義澄の弟）－森秀＝英秀（鮎川近長長男）－寿秀－周秀－忠秀＝保秀（周秀弟）＝陳秀（本間秀豊次男）－有秀＝順助（斎藤篤信次男）

信濃衆
- 須田氏（席次第9位、藩内1,000石→200石：高梨）
七家騒動で侍組平侍に降格。
須田長義（須田満親次男）－秀満－義当－義宣－義成＝知義－満主－満清－満照＝満親（計見伝右衛門次男）－義比－義遥＝義道（本間高純次男）
- 市川氏（席次第18位、藩内1,066石）
市川房綱－房忠（房綱三男）－房則－房行－英房－兼雄－盛房－英房－房郷－房隆－房煕－慎一郎
- 清野氏（席次第19位、藩内1,416石）
清野長範（平田常範の子）－秀範－重範＝範佑（長尾景貞次男）－秀佑－祐秀（不家督）－邦秀－秀将－秀貞－秀雅－秀趨（秀雅次男）＝秀彪（秀趨弟）
- 芋川氏（席次第20位、藩内985石→200石）
七家騒動で侍組平侍に降格。
芋川正親＝元親（芋川守親長男）－綱親（正親長男）－高親－正親－正処－英親－正令－延親－親生－親和＝尊親（竹俣秀興の弟）－愛親＝憑親（下条親喜三男）－宗親
- 信濃長沼島津氏（席次第21位、藩内1,116石→500石→800石：一本柳）
島津忠直－義忠＝利忠（岩井信能の子）＝通忠（中条盛直次男）－友忠－房忠＝行忠（房忠の弟）－昌忠－知忠－親忠－玖忠－教忠－容蔵
- 平林氏（席次第30位、藩内850石→1,000石：笹子平、焼平）
平林正恒－正興（正恒次男）－正信－正包－恒広－正相－正村－正在－正賀－正亮－正名－正国

#### 平侍（約70戸）
上杉氏譜代
- 越後斎藤氏（席次第22位、藩内200石：長手）
斎藤景信（斎藤朝信長男）－信成－安信－真信＝清信（本庄政長次男）－滋信－尊信－朝安＝英信（須田知義次男）－寿信－庸信－篤信

越後衆
- 柿崎氏（席次第16位、藩内250石）
柿崎憲家（柿崎景家の子）－正家－家永＝家重（家永弟）－家親（不家督）－家豊－家孝－家斉－家審－家範－家成－家教
- 大国氏（席次第25位、藩内250石）
直系子孫に大國昌彦（王子製紙元会長）。
大国実頼（直江兼続の弟）＝光頼（樋口秀兼長男）＝頼高（蓼沼恒高長男）－頼屋－頼継＝頼端（竹俣充綱三男）－頼泰－頼昆－頼及－頼隣－頼重
- 新津氏（席次第26位、藩内508石）
新津秀祐（赤津弾正の子、新津勝資養子）＝続久（山岸尚家の子）－続秀－続興＝続柄（宮島家長長男）－続宣－続相－続喬－続宗
- 甘粕氏（席次第41位、藩内250石：谷地）
甘粕正彦憲兵大尉・満州映画協会理事長・甘粕重太郎陸軍中将・甘粕二郎三菱信託銀行社長・甘粕三郎陸軍大佐・見田宗介東大名誉教授は、忍重の次男・重成（大小姓）の直系子孫。
甘粕長重－重政－忍重－重親－栄重－景豊－景充（景豊次男）－景武－景直－景弘－景任
- 甘糟氏（席次第81位、藩内200石）
甘糟景継（登坂清高長男）－吉継＝安継（甘粕長継次男）＝正継（長継三男）－継信＝忠公（栗林政盛三男）－継慶＝継武（芋川正令の弟）＝継光（仁科盛大次男）－継寛－継善－継成

上田衆
- 黒金氏（席次第24位、藩内500石）
後に鉄に改姓。
黒金泰忠（島倉泰明長男、黒金景信養子）＝鉄泰利－泰房（泰利次男）－景泰－景雄－景達－景栄－景有－景福－景巍－景安
- 廣居氏（席次第37位、藩内500石→850石）
後に侍組分領家に昇格。
廣居忠家－忠佳＝忠清（廣居忠房長男）－忠良－佳康－清応－忠起－忠通＝忠良（毛利方元次男）＝忠益（松木秀実次男）－忠善＝徳丸（本庄昌長次男）
- 樋口氏（席次第42位、藩内250石）
樋口兼豊（直江兼続の父）－秀兼（兼豊三男）－長兼（秀兼次男）－兼久－兼置－兼信－兼喜－兼当－兼通－兼隆＝兼利（平林正賀三男）－兼春

与板衆
- 志駄氏（席次第80位、藩内250石：上小管）
志駄義秀－義繁（義秀次男）－義知－義尭－義尉－義貴＝義和（岩井央親三男）－和義＝義勝（斎藤庸信の弟）＝義立（色部篤長次男）－竜雄

揚北衆
- 大見安田氏（席次第14位、藩内416石：若狭）
安田堅親（河田元親三男、安田長秀養子）＝家親（福島秀重三男）－信親－秀積－秀精－秀村＝栄秀（岩井安親四男）－秀俊－秀政－秀疑
- 黒川氏（席次第15位、藩内500石）
黒川為実（黒川清実の孫）－義周＝義実（為実次男）＝義忠（春日元忠三男）＝義元（本村利盛次男）－義治－義直－義知－義肥－義陳－義真－義住＝義質（清野秀貞の弟）－義府＝義挙（義府弟）－義道
- 鮎川氏（席次第23位、藩内250石）
鮎川秀定（鮎川盛長養子）＝信重（本庄長房長男）＝高長（千坂高治次男）－房長－近長－尚長－亮長－朗長＝光長（中条至資次男）－輔長＝寿長（輔長の弟）
- 下条氏（席次第28位、藩内250石：勧進代新地）
下条忠親（河田元親次男）－正親－守親＝繁親（宇留賀忠右衛門長男）－豊親－秀親－富親－親貞＝親全（親貞の弟）－親明＝親喜（島津知忠次男）－親義－親英
- 水原氏（席次第32位、藩内200石）
後に杉原に改姓。
水原親憲（大関盛憲の子）＝憲胤（下条正親次男）＝杉原忠親（正親三男）＝次親（平林正興次男）＝方親（下条繁親次男）＝全親（平林正包次男）－親宣＝芳親（仁科盛寿三男）＝皆親（夏井範風の弟）－親好＝美親（莅戸政以次男）－親賢－親徳
- 新保氏（席次第34位、藩内200石）
後に傍系子孫が新発田に復姓。
新保盛喜（新発田重家の弟）－長之（盛喜次男）－重之－定之－正之－村綱－利綱－一綱＝光綱（松木秀尋次男）＝綱領（色部篤長叔父）＝朝綱（篤長三男）

信濃衆
- 高梨氏（席次第11位、藩内250石）
高梨頼親－頼清－豊泰－頼章＝頼長（頼章の弟）－頼寛－頼通－頼実－頼為－頼立＝頼昌（色部久長次男）
- 岩井氏（席次第27位、藩内585石）
岩井信能－相高（信能三男）＝元則（相高の甥）－信門－元農－信政－信全－相信－信喜（相信次男）－信興－信賢
- 香坂氏（席次第29位、藩内350石：田沢）
香坂昌能＝忠昌（井上達満四男）－高昌－長昌－豊昌－長興（豊昌の孫）－直昌－昌明－克昌＝昌象（克昌の弟）－昌邦
- 春日氏（席次第65位、藩内500石）
春日元忠－続元－元重－方元－元直－元著（元直次男）－好元－元聴－元長－元龍－元定

武蔵衆
- 大石氏（席次第35位、藩内200石）
大石綱元－兼扶－兼徳－兼高－兼般＝兼豊（長尾景貞三男）－尚綱－綱豊＝徳綱（森長延次男）＝維綱（清野秀貞次男）－紀綱

その他
- 上松氏（席次第10位、藩内250石）
初め総社長尾氏の名跡を継ぎ長尾氏を称する。
上松義次（木曾義昌外孫、上杉景勝正室・菊姫の甥）－義長＝義祗（西条秀明三男）－義局＝義蕃（島津知忠の弟）＝義豊（知忠三男）－義方－義道－義忠－義近
- 吉江氏（席次第36位、藩内200石）
吉江長忠（吉江景資三男、吉江宗信の孫）－長次＝長延（安田清元四男）－長逸－長軌－輔長＝長直（栗林政純弟）－長重－長民－長発
- 狩野氏（席次第73位、藩内200石）
狩野秀利（狩野秀治長男）＝正朝（吉江景利次男）＝友清（吉江景淳四男）－秀厚－秀延－秀直＝秀宣（安田貞広四男）＝秀豫（貞広五男）＝秀興（千坂高豊次男）＝秀詮（吉江輔長次男）－秀鋭－実秀＝秀朗（清野秀貞の弟）－秀堅
- 上泉氏（席次第90位、藩内250石）
傍系子孫に上泉徳弥海軍中将。
上泉泰綱（上泉信綱の孫）－秀綱＝秀富（志駄義秀三男）－秀風－秀就－秀賢（秀就次男）－秀一＝秀栄（清野秀秋次男）＝秀厚（大国頼端次男）＝秀時（毛利隆元次男）＝秀寿（毛利方元弟）＝秀雅（市川房郷次男）－秀俊

### 上士(三手組)

#### 馬廻組
上杉謙信の直臣で構成、組名は上杉謙信馬前に由来。
- 相浦氏（藩内25石）
元は上条上杉家の家臣。傍系子孫にお笑い芸人のナダル。
相浦主計-主計-秀長-秀征-長義(長尾景吉四男)-長利-長秀-長衛-秀信-秀雄-秀孝-秀勝-秀武
- 河田氏（藩内25石）
河田貞親（志賀清親の子、河田長親の甥）－吉次－吉重－義慰－達親－胤親－明親＝親賢（野呂久寛次男）－信親－親順
- 高橋氏(藩内12石5斗→25石)
高橋蔵人は証人奉行を務め春日山城にて人質の管理を行った。菩提寺は米沢市城南にあった浄土真宗願生寺(明治期に廃寺)。
高橋蔵人－平左衛門－八郎右衛門－茂兵衛＝茂兵衛(御徒樋口藤兵衛男)－吉端－吉輔－士雄－吉純－吉雄
- 富永氏（藩内25石）
富永備中守長綱は富永直勝の子、政家の後裔。長綱は、上杉景虎の越後入りの際に遠山康光らと同行した。菩提寺は米沢市相生町の日朝寺。
富永備中守長綱－長親－元親－喜綱－寿綱－綱隆＝等綱（綱隆弟）－光綱－光弘－勝五郎
- 莅戸氏（席次第38位、藩内150石→550石）
後に侍組分領家に昇格。
莅戸秀政－政吉－政長－政共－英政（不家督）－善政－政以－政在－政養－政寛
- 桃井氏（藩内50石）
桃井刑部直義(桃井義孝の子)－直隆－義高＝義次(千坂氏男)－義忠－義光－義知－義浮－義般＝義方(篠井弥八郎次男)＝義路(矢尾板栄雪次男)－義質

#### 五十騎組
上田長尾衆で構成、組名は上杉景勝の直参五十騎に由来。
- 桜井氏（藩内50石）
直系子孫に彫刻家の桜井祐一。
桜井吉晴－勘左衛門（不家督）－義直（勘左衛門次男）－義茂＝勘兵衛（河田五郎兵衛次男）＝義重（山田弥五右衛門の弟）－義知＝義孝（吉池貴達次男）－義益－義賢－義昌＝義起（下平忠勤次男）
- 福王寺氏(藩内50石)
本姓加地氏。菩提寺は米沢市西大通の曹洞宗龍言寺。傍系子孫に日本画家の福王寺法林。
福王寺重綱－景重－秀重－正繁－景重＝信繁(郡代渡部信秀長男)＝繁貞(与板栃本勘左衛門親貞長男)－繁祐－彦八－繁宗－重義－重長
- 山岸氏（藩内50石）
山岸尚家（深沢尚重次男）－家久（尚家次男）－家智＝正祐（赤津権左衛門の弟）－光之－光寛－光利－光
- 安部氏（藩内25石）
安部政親（岩船忠吉次男、安部政吉の甥）－政次－政高－政乗－政安－政常＝政織（林政実次男）＝政敏（高梨頼実の弟）＝政忠（山宮忠豊四男）
- 泉沢氏（藩内25石）
泉沢久秀＝直久（青木左内次男、久秀の甥）－満久＝前秀（笹生吉秀次男）－秀浄＝尚秀（上山八郎右衛門次男）＝秀詮（青木新蔵の弟）＝秀就（黒井小源太次男）＝秀雄（下平敬政次男）＝秀発（鈴木長香四男）＝秀成（大石道綱次男）
- 黒井氏(藩内25石)
黒井重政－重吉(長男)－重広－重之－重秀－易端－重慶＝繁実(湯野川忠雄三男)－繁邦－小源太－明
黒井重政－安重(次男)＝半兵衛(黒井重吉次男)－四郎左衛門－太郎吉－重員－重寿－繁之－忠寄－忠宣－忠良－忠恕
- 山吉氏
山吉盛親＝盛長(深沢定重四男)－盛俊－盛侍(盛俊次男)－盛起－盛忠－盛之－盛珎(原正喬次男)－盛芳－佐久馬
- 神保氏(元御膳部組)
神保忠清－俊忠－移忠－忠昭－綱忠－忠貞－忠良－忠興－忠重

#### 与板組
直江兼続の直臣で構成、組名は与板衆に由来。
- 森氏（後に侍組平侍に昇格、改易）
森直義＝利真（森平太夫の次男）
- 奥山氏(藩内25石)
遠江国引佐郡井伊谷の奥山氏の後裔。代々、板谷将を務めた。
奥山大膳利英－利親－利継－利俊＝利治(宮曽根平左衛門次男)＝利述(中里源右衛門次男)－利雄－利昌＝利仁(須田忠利次男)－利貞
- 小見氏(藩内25石)
成田氏家臣の小見源左衛門の後裔で、小田原征伐後は上杉氏憲とともに信濃国更級郡へ落ち延びた。その後は直江兼続の取次により与板組へ組み入れられ家臣となった。
小見源左衛門昌長－元長−長昌＝忠広(小見又兵衛甥)－忠宣－能忠－以忠－親忠－親純－親民
- 小野里氏(藩内25石)
成田氏家臣の小野里刑部の後裔で、小田原征伐後は上杉氏憲とともに信濃国更級郡へ落ち延びた。長保は藩にて鉄砲砲術の武衛流を広めた。菩提寺は米沢市城西の浄土真宗養善寺。
小野里内記－吉房(内記次男)－勘兵衛－吉政＝吉兼(西条綱朝三男)－吉光＝吉重(針生市右衛門長男)＝久長(窪田瀬兵衛長男)－長保－貞規－貞利－貞幹

### 上士(三手組格)

#### 御小納戸
上杉謙信、景勝の頃に剛直の者数人選ばれ、御床番として寝室を警備したことに由来。上杉定勝の頃に御小納戸と名称が改められ、参勤交代行列の準備、年末年始の式台準備、藩主の用度品準備などを行うようになる。
- 青木氏（藩内35石）

#### 厩方
藩主の召馬の飼育や乗馬指南、将軍家への献上馬の検査や飼育を行う役職。
- 山下氏（藩内50石、後に分家し25石）

### 上士(その他)

#### 外様法体
藩主直属の医師。髷を結わず総髪の体とし、法体に見えることから、その名前がついた。

### 下士

#### 三扶持方

##### 猪苗代
侍組から漏れた越後の国人衆及び信濃衆で構成、組名は会津移封後に猪苗代で知行地を与えられたことに由来。

##### 組外御扶持方
関ヶ原の戦いの際に集められた浪人で構成。
- 前田利益
- 車斯忠
- 岡定俊

##### 組付御扶持方
侍組・三手組の分家で構成

#### 芸者組
藩主が能、狂言を催す際に、太鼓、鼓、笛、囃子方などを務める士分。地謡の得意な士卒から選ばれた。

#### 御徒
上杉謙信譜代の徒に由来。

#### 外様外科
外様法体同様、髷を結わず総髪の体とし、法体に見えることから、その名前がついた。ここでいう外科とは、外様法体の次席という意味で、外科医の外科とは異なる。参勤交代の際に列に加わり、士卒へ医療行為を執り行う。

#### 御守
上杉謙信直属の長柄組に由来。謙信が春日山参拝の折に神前の守備を命ぜられたことから、御守組と呼ばれるようになった。

#### 本手明
長尾政景譜代の手明衆に由来。政景死去後は、景勝直臣となる。参勤交代の際は、御先立、中押、後押の先導役を務める。

#### 御堂俗番
上杉謙信の遺骸を会津、その後米沢へ移した折に遺骸を安置する御堂の番を務める役。

#### 奉行同心
奉行付の士分。ここで言う、同心とは足軽ではなく、中世に用いられていた「一味」や「一族」と同等の意。

#### 江戸家老同心
江戸家老付の士分。参勤交代の折、江戸屋敷にて大御門役や作事屋役を務める。

#### 御膳部
藩主の御膳献立の作成を務める。

#### 御台所組
藩主の御膳に使用する食材や日用品の買い物を務める。

#### 御金蔵番
二ノ丸にある金蔵の番を務める。

#### 金山役人
金山、鉱山に関する諸業務を務める。

#### 御中間組
景勝期譜代の中間から構成される組であり、職制が組の名前の由来となった。一般的に知られている武家奉公人の中間とは異なり、家格は下士階級の三扶持方並と同様であった。加えて、足軽とは異なり幕府の五役である御中間と同様に江戸初期から世襲制であった。平時は二の丸北に位置する御厩での馬飼育や馬苦労口町で開かれる馬市の警備を行った。また、参勤行列や平時の行列に加わり、召馬の先立や口取りも行った。

#### 御細工組
藩主の用度品の細工を行う士分。仕立ての上手な者は一代に限り、御小納戸への昇進があった。

#### 御鷹師
藩主の鷹狩の際に指南を行う者。
- 今村氏（藩内25石）
今村佐膳は成田氏一門の今村佐渡守の後裔で小田原征伐後は上杉氏憲とともに信濃国更級郡へ落ち延びた。海軍中将の今村信次郎は江戸家老同心の子だが、鷹匠今村家と縁戚関係にあった。
今村佐膳－藤右衛門－勘左衛門－六郎兵衛－新蔵＝兵五郎盛昌(組外今村孝吉長男)＝次郎作盛房(組付渋谷金左衛門次男)

#### 新手明
直江兼続直参の手明衆に由来。本手明と同じく、参勤交代の際に御先立、中押、後押の先導役を務める。

#### 御掃除坊主
法体すなわち坊主の格好で城内大広間や式台などの掃除を務める。参勤交代の際には御茶道役も務める。

#### 三十人段母衣
上杉景勝が天正14年に鉄砲組の中から練達の者を集めたことに由来。大阪冬の陣の折、金の母衣を纏ったことから、以来、組の名前となった。

#### 御留守番組
上杉定勝が、上田出身の徒から集めたこと始まる。参勤交代の際に小間使いを行う。

#### 百挺鉄砲組
三十人段母衣と同様、鉄砲練達の者を集めたことに由来。

#### 外張番組
城下町の要所に設置された番所に勤める者。

#### 御泊
本丸に泊り、番を務める者。

#### 御土蔵番
土蔵の番を務める者。

#### 御弓組
寛永4年に弓練達の者を集めたことに由来する。

#### 三十挺鎗組
三十人段母衣、百挺鉄砲と同様、鎗練達の者を集めたことに由来。

#### 伏嗅組
慶長年間に直江兼続が武功優れる者を集め、諜報活動をさせたことに始まる。寛永年間には鉄砲練達の者も加えた。寛永20年頃に伏嗅の名称となる。その後は、城下において犯罪人の捕縛を務めた。

#### 角御蔵番
宝物蔵の番をする士分。二ノ丸の角に蔵があったことから、角御蔵と呼ばれた。

#### 会番所組
南町にあった番所に勤める者。

#### 下條鮎川辻番
桜田上屋敷の辻番を行う者。

### 卒

#### 十八組足軽
米沢藩では戦闘員にあたる足軽を十八組足軽もしくは十八組と称した。文献によっては、江戸御小道具から餌差までを十八組に含めない場合もある。

##### 奉行同心下番
奉行付の足軽。

##### 江戸家老同心下番
江戸家老付の足軽。江戸屋敷の門番として参勤交代の列に加わった。

##### 御城代同心
城代付の足軽。ここでいう同心は足軽の意味。

##### 御能蔵番
能で使用する丁度品を保管する蔵の番を行う足軽。

##### 日小屋同心
台所に勤め、番をする足軽。

##### 江戸御小道具
参勤交代の行列および平時の行列にて、長刀、十文字鎗、鳥毛鎗、長柄傘、挟箱などを持つ足軽。

##### 御小道具
江戸御小道具と同様、参勤交代の行列および平時の行列にて、調度品を持つ足軽。

##### 御小者
江戸御小道具と同様、参勤交代の行列および平時の行列にて、調度品を持つ足軽。小間使いを行う場合もあった。

##### 早飛脚
参勤行列に加わり、米沢-江戸間を連絡する際に荷物や文の運搬を行う足軽。

##### 餌差
鷹狩に用いる鷹を飼育する鳥屋を番する足軽。

#### 御兵具蔵番組
兵具蔵の番をする足軽。

#### 御本丸御門番組
本丸御門の番をする足軽。

#### 二ノ丸御門番組
東西南北に位置する二ノ丸門の番をする足軽。

#### 代官所足軽
代官所に勤める足軽。米蔵の番や年貢米の検査を行った。

#### 籾代官足軽
飢饉に備えた籾蔵の番を行う足軽。

#### 御廟番
城下西に位置する歴代藩主の遺骸を祭る廟所の番を行う足軽。

#### 金山山廻
金山役人の下役として山の巡回を行う足軽。

## 上杉家一門
藩士
- 山浦上杉家 犬懸・越後守護家庶流。
- 山本寺上杉家 越後守護家庶流。
- 米沢武田家 武田信清（甲斐武田氏武田信玄の六男）の子孫。
- 能登畠山氏 畠山景広（上条義春の長男）の子孫。

幕臣
- 加賀爪上杉家 犬懸上杉家庶流の譜代大名。
- 深谷上杉家 山内上杉家庶流の旗本。
- 宅間上杉家 宅間上杉家嫡流の旗本。

高家
- 上条上杉家 上条長員（上条義春の次男）の子孫。
- 能登畠山氏 畠山義真（上条義春の三男）の子孫。

## 幕末の領地
- 出羽国（羽前国）
  - 置賜郡 - 294村

上記以外に、明治維新後に後志国磯谷郡の一部が所領に加わった。また、越後国岩船郡91村の幕府領を預かったが、全域が村上藩に編入された。

## 支城
- 福島城（陸奥国信夫郡） - 寛文4年（1664年）まで。城主は本庄氏。信達統治の中心拠点であった。寛文の半知の後も天領（20万石余）や福島藩（板倉氏）が居城として使用した。
- 大森城（同上） -  芋川氏が入る。北側の高い場所が城主の館と推定され、主郭の南側には空堀と土塁が残る。
- 梁川城（陸奥国伊達郡） - 城主の須田氏による、本丸の物見櫓跡の石垣や北三の丸の高い土塁など、上杉統治時代の遺構が残る。
- 保原城（同上） - 大石氏と郡代の平林正恒は、開田・用水堰を積極的に開削し、保原地方の肥沃な田畑の基礎をつくっている[108]。天領となったのち廃城となるが本丸跡が現存。白河藩が櫓や館の跡に屋敷を築き「保原陣屋」となった。
- 鮎貝城・荒砥城・小国城・中山城（出羽国置賜郡） - 寛文の半知以後も存続した置賜郡内の支城。以後は、一国一城令（ただし発令からも、寛文半知からも相当の年数が経過している[109] ）により城を「役屋」、城主・城代を「役屋将」と改称。鮎貝城址の鮎貝八幡宮『収蔵庫鞘殿』内には、本丸と二の丸のミニチュア復元模型あり。
- 高畠城（置賜郡） -  寛文4年（1664年）まで。ただし、織田氏の高畠移封の後も上杉家が管理（織田氏は高畠陣屋（はじめ城内、のち糠野目に移動）を築いて入部[110]）。文化7年（1810年）の加増で、再び上杉家が正式に所有した。
- 館山城（置賜郡） - 米沢城の西方にある平山城。城跡は国の史跡に指定されている[111]。近年の発掘調査により、戦国時代の伊達氏の本拠地との説が出され注目されている。ただし、石垣に関しては、積み方から上杉時代のものと考えられる[112]。「古城」「城山」とも称される城跡入り口に、現在は上杉家の「私有地につき立ち入り大歓迎」の表記があり、有志による案内所がある。
- 上関陣屋（越後国岩船郡） - 越後国の預かり地1万石を管理する陣屋。
- 漆山陣屋（出羽国村山郡） - 同じく出羽国山形藩内の預かり地4万石を管理する陣屋。1770年に漆山村以下9か村が預り地となり、米沢藩は漆山に陣屋を設けた。
- 後別恵曽谷陣屋（西蝦夷地後志国磯谷郡） - 米沢藩が管理する蝦夷地の後志国1万石格（実際の米作は無高）に置かれた陣屋。藩士が記録した「蝦夷恵曽谷日誌」が残る[113]。